# Krohn Light Car Company
Krohn Light Car Company war ein US-amerikanischer Hersteller von Automobilen. Als Firmierungen werden ebenso Louis J. Krohn und L. J. Krohn and Company genannt.

## Unternehmensgeschichte
Louis J. Krohn handelte in Oakland in Kalifornien mit Fahrrädern. Im Dezember 1915 stellte er sein erstes Automobil her. Daraufhin begann die Serienproduktion. Der Markenname lautete Krohn Kar. Am 13. Mai 1916 meldete Krohn, dass er aufgrund der vielen Aufträge eine größere Fabrik suchen würde. Danach ist nichts mehr bekannt.
Insgesamt entstanden mindestens sieben Fahrzeuge.

## Fahrzeuge
Der Prototyp war als Roadster karosseriert. Ein Motor mit 18 PS Leistung trieb über ein Dreiganggetriebe und eine Kardanwelle die Hinterachse an. Der Neupreis betrug 435 US-Dollar.
Danach wird ein Tourenwagen mit vier Sitzen genannt. Der Motor leistete 22 PS.